# Filippo Campanelli
Filippo Campanelli (* 1. Mai 1739 in Matelica; † 18. Februar 1795 in Rom) war ein italienischer Kardinal der Römischen Kirche.

## Leben
Filippo Campanelli wurde am 1. Mai 1739 in Matelica geboren; Seine Eltern, Giuseppe und Laura Campanelli (geb. Finaguerra) stammten aus örtlichen Patrizierfamilien.
Er wurde von Papst Pius VI. im Konsistorium vom 30. März 1789 zum Kardinaldiakon der Titeldiakonie Santa Maria della Scala kreiert. Am 29. November 1790 wechselte er zur Titeldiakonie Sant’Angelo in Pescheria und kam schließlich am 26. September 1791 zur Titeldiakonie San Cesareo in Palatio.
Er starb am 18. Februar 1795 in Rom.

## Ämter
| Vorgänger                       | Amt                                                   | Nachfolger                     |
| ------------------------------- | ----------------------------------------------------- | ------------------------------ |
| Giovanni Cornaro                | Kardinaldiakon von San Cesareo in Palatio 1791–1795   | Giuseppe Albani                |
| Ferdinando Spinelli             | Kardinaldiakon von Sant’Angelo in Pescheria 1790–1791 | Fabrizio Dionigi Ruffo         |
| Gregorio Antonio Maria Salviati | Kardinaldiakon von Santa Maria della Scala 1789–1790  | Luis María Borbón y Vallabriga |

| Personendaten    | Personendaten                               |
| ---------------- | ------------------------------------------- |
| NAME             | Campanelli, Filippo                         |
| KURZBESCHREIBUNG | italienischer Kardinal der Römischen Kirche |
| GEBURTSDATUM     | 1. Mai 1739                                 |
| GEBURTSORT       | Matelica                                    |
| STERBEDATUM      | 18. Februar 1795                            |
| STERBEORT        | Rom                                         |